# (1378) Leonce
(1378) Leonce est un astéroïde de la ceinture principale, découvert le 21 février 1936 par Fernand Rigaux à Uccle. Ses désignations temporaires sont 1936 DB, 1958 FG, 1958 GY, 1962 KB, A915 RC et A915 WA.